# 八甲田トンネル
座標: 北緯40度46分44.6秒 東経140度55分49.7秒 / 北緯40.779056度 東経140.930472度
八甲田トンネル（はっこうだトンネル）は、東日本旅客鉄道（JR東日本）東北新幹線の七戸十和田駅 - 新青森駅間にある新幹線専用のトンネルである。東岳山地・折紙山の北麓下を通り七戸町と青森市との間に位置する。全長26,455m。2005年2月27日に貫通した。2010年12月4日に供用を開始し、岩手一戸トンネル（全長25,808m）を抜いて日本でもっとも長い陸上鉄道トンネルとなった。
また開業時点ではなく貫通時点で比較すると、2005年2月27日の貫通時点で岩手一戸トンネルを抜いて、世界一長い陸上鉄道トンネルとなっていたが、同年4月28日、約2か月後にスイスのレッチュベルクベーストンネル（全長約34.6km）がこれを上回った。レッチュベルクベーストンネルは単線断面で掘られているため、複線断面の陸上トンネルとしては八甲田トンネルが、2010年12月4日の開業時点で世界最長となっている。
なお、2031年予定の北海道新幹線札幌延伸により、新函館北斗駅 - 新八雲駅（仮称）間で掘削中の渡島トンネル（全長32,675m）が本トンネルを上回る予定である。
建設は独立行政法人 鉄道建設・運輸施設整備支援機構が担当している。貫通までの建設費は667億円。
施工を担当したのは、佐藤工業JV、清水建設JV、鹿島建設JV、奥村組JV、飛島建設JV、前田建設工業JV。

## 歴史
- 1998年8月 - 準備工事着手
- 1999年6月 - 掘削開始
- 2000年12月14日 - 市ノ渡工区内で発生した土砂崩れで作業員1人が死亡
- 2005年2月27日 - 貫通
- 2006年10月 - 七戸側でレール発進式
- 2007年7月 - 青森側でレール発進式
- 2010年12月4日 - 東北新幹線の該当区間開業に伴い供用開始

## 周辺
- 上北鉱山 - 跡地が地上にある。
- みちのく有料道路